# Samsung Galaxy A10
Samsung Galaxy A10 — смартфон, розроблений компанією Samsung Electronics, входить до серії Galaxy A. Був анонсований 28 лютого 2019 року.
11 червня 2019 року був представлений Samsung Galaxy A10e, що є спрощеною версією Galaxy A10.
12 серпня 2019 року був представлений Samaung Galaxy A10s, що є покращеною версією Galaxy A10. Також це другий смартфон Samsung, який виробляється не Samsung Electronics, а ODM, а саме Jiaxing Yongrui Electron Technology. На відміну від Samsung Galaxy A6s, який вироблявся Wingtech, Galaxy A10s був доступний за межами Китаю.
16 липня 2020 року в Індії був представлений Samsung Galaxy M01s, який є тим же Galaxy A10s з різницею в кольорах та наявності тільки конфігурації на 3/32 ГБ.

## Дизайн
Екран смартфонів виконаний зі скла, а корпус — із глянцевого пластику.
Знизу розміщені роз'єм microUSB, мікрофон, 3.5 мм аудіороз'єм та динамік в Galaxy A10s, A10e та M01s. Зверху розташований другий мікрофон. Зліва розташований в залежності від версії Galaxy A10 та A10s слот під 1 або 2 SIM-картки і карту пам'яті, слот тільки під 1 SIM-картку і карту пам'яті в Galaxy A10e та тільки слот під 2 SIM-картки і карту пам'яті в Galaxy M01s. З правого боку розміщені кнопки регулювання гучності та кнопка блокування. Ззаду в Galaxy A10 розміщені прямокутний блок основної камери з LED спалахом та динамік, в Galaxy A10e тільки прямокутний блок основної камери з LED спалахом, а в Galaxy A10s та M01s — прямокутний блок подвійної камери, LED спалах під ним та овальний сканер відбитків пальців.
Samsung Galaxy A10 продавався в 4 кольорах: чорному, синьому, червоному та золотому. В Україні смартфон був доступним у всіх наведених кольорах окрім золотого.
Samsung Galaxy A10s продавався в 4 кольорах: чорному, синьому, червоному та зеленому. В Україні смартфон був доступним у всіх наведених кольорах окрім зеленого.
Samsung Galaxy A10e продавався тільки в чорному кольорі.
Samsung Galaxy M01s продавався в блакитному та сірому кольорах.

## Технічні характеристики

### Апаратне забезпечення

#### Платформа
Galaxy A10 та Galaxy A10e отримали процесор Exynos 7884 з графічним процесором Mali-G71 MP2, а Galaxy A10s та Galaxy M01s — MediaTek Helio P22 з PowerVR GE8320.

#### Акумулятор
Galaxy A10 отримав акумуляторну батарею об'ємом 3400 мА·год, Galaxy A10s і Galaxy M01s — 4000 мА·год, а Galaxy A10e — 3000 мА·год.

#### Камера
Galaxy A10 отримав основну ширококутну камеру на 13 Мп з діафрагмою f/1.9 та автофокусом і фронтальну на 5 Мп з діафрагмою f/2.0. В той же час Galaxy A10s та Galaxy M01s отримали основну подвійну камеру із ширококутним об'єктивом на 13 Мп з діафрагмою f/1.8 і автофокусом та сенсора глибини на 2 Мп з діафрагмою f/2.4 і фронтальну на 8 Мп з діафрагмою f/2.0. Galaxy A10e отримав залежно від моделі основну камеру на 8 Мп з діафрагмою f/1.9 і автофокусом та фронтальну на 5 Мп з діафрагмою f/2.0 або основну на 5 Мп з автофокусом та фронтальну на 2 Мп.
В усіх трьох моделей основна камера вміє записувати відео в роздільній здатності 1080p@30fps. Фронтальна камера в Galaxy A10 та A10e вміє записувати відео в роздільній здатності 720p@30fps, а в Galaxy A10s та Galaxy M01s — 1080p@30fps.

#### Екран
Смартфони отримали екран Infinity-V (з краплеподібним вирізом) типу PLS TFT LCD. В Galaxy A10e він має діагональ 5,83", роздільну здатність 1560 × 720 (HD+), співвідношення сторін 19,5:9 і щільність пікселів 295 ppi, а в інших моделей — 6,2", 1520 × 720 (HD+), 19:9 і 271 ppi відповідно.

#### Пам'ять
Galaxy A10 продавався в конфігураціях 2/32 та 4/32 ГБ, Galaxy A10s та Galaxy A10e — 2/32 та 3/32 ГБ, а Galaxy M01s — 3/32 ГБ. В Україні Galaxy A10 та Galaxy A10s офіційно продавалися лише у версії на 2/32 ГБ. Об'єм сховища всіх смартфонів можна розширити картою пам'яті формату microSD до 512 ГБ.

### Програмне забезпечення
Смартфони були випущені на One UI 1.1 на базі Android 9 Pie та були оновлені до One UI 3.1 на базі Android 11.

## Рецензії

### Galaxy A10
Оглядач з інформаційного порталу ITC.ua поставив Galaxy A10 3.5 балів з 5. До мінусів він відніс відсутність сканера відбитків пальців і NFC та роботу сканера лиця. До плюсів оглядач відніс зовнішній вигляд, якість збірки, дисплей, автономність та ціну. У висновку він сказав, що Galaxy A10 ― бюджетний смартфон нової A-серії зі своїми плюсами, але смартфон може не підійти для тих, кому потрібні сканер відбитків пальців для безпеки даних та NFC для безконтактних платежів.

### Galaxy A10s
Оглядач з інформаційного порталу ITC.ua поставив Galaxy A10s 4 бали з 5. До мінусів він відніс відсутність NFC та малу кількість оперативної пам'яті. До плюсів оглядач якість збірки, автономність, сканер відбитків пальців та ціну. У висновку він сказав, що «Galaxy A10s отримав кілька покращень, у порівнянні з попередником... Але слабка апаратна платформа и всього 2 ГБ ОЗП псують враження від використання смартфона».